# 슬로바키아의 맥주

10% Šariš 슬로바키아 맥주 두 잔

슬로바키아의 맥주(슬로바키아어: pivo)는 적어도 15세기부터 생산되고 소비되었다. 슬로바키아는 공유하고 얽힌 역사를 가진 이웃 체코와 함께 수많은 양조장과 풍부한 맥주 문화를 가지고 있다.
슬로바키아의 양조주는 일반적으로 알코올 함량이 3.8~5.0%이며 전통적으로 플라톤 척도를 사용하여 밀도 또는 비중으로 분류된다. 이것은 발효 전에 용해된 고형분의 양이며 발효 가능한 물질(보통 맥아 보리)이 얼마나 많이 사용되었는지 대략적으로 알려주고 알코올 함량이 얼마인지 암시한다. 10° 또는 12°의 일반적인 측정은 영어 "원래 중력" 눈금에서 1040 또는 1048에 해당한다. 일반적인 오해는 이것이 맥주의 색을 측정하는 척도라는 것이다.
공산주의가 몰락한 이후 대부분의 대형 상업 양조장은 민영화되었고 이후 외국 다국적 기업에 인수되었다. 오늘날 대부분은 하이네켄 또는 SAB밀러가 소유하고 있다.

## 역사
현대 역사가들은 슬로바키아에서 맥주 소비가 슬라브 이전 주민들과 함께 시작되었고 나중에 도착한 슬라브 부족들에 의해 계속되었다는 데 동의한다. 이 초기 기간 동안의 맥주 발효는 간단했고 일반적으로 가정 내에서 이루어졌다. 중세 시대에 들어서 맥주 양조는 대부분 지역 시의회 의원이었던 마을 사람들에게 주로 부여된 특권이 되었다.

### 중세
14세기와 15세기에는 맥주 생산이 크게 확장되었다. 가장 중요한 양조 센터는 주로 광산 마을(크렘니차, 반스카비스트리차, 반스카슈티아브니차), 스피스 지역(케주마로크, 레보차), 바르데요우, 프레쇼우, 코시체 및 현재 슬로바키아의 남서부 지역(트렌친, 트르나바)이었다. , 브라티슬라바). 특히 유명한 맥주는 바르데요우에서 양조된다. 전설에 따르면 헝가리 왕 마차시 1세가 결혼식 파티에 이 맥주를 사용했다고 한다.
이 기간 동안 Vyhne Slovak에서 가장 오래된 기존 양조장을 포함하여 거의 모든 중세 도시에 양조장이 있었다. 이것은 중세 공예 길드의 발전으로 이어졌고 최초의 양조 길드는 1450년 바르데요우에서 설립되었다.
1473년, 성전기사단 소속의 비밀 기사단이 반스카비스트리차주 지역에 자체 양조장을 세웠다. 이 지역은 광산 산업의 중심지였고 수년에 걸쳐 양조장은 해당 지역의 노동력을 지배하는 광부들에게 판매하는 데 성공할 것이기 때문에 이것은 좋은 위치 선택으로 판명되었다. 이 지역의 광부들은 종종 맥주를 액체 빵이라고 부르며 일하면서 자주 마셨다.

### 산업 혁명
상황은 19세기 초에 극적으로 바뀌었는데, 대부분의 도시와 마을에서 주로 1850년의 "주세"로 인해 맥주 생산이 파괴되었다. 새로운 지식과 기술의 도움인 인공 냉각과 함께 제임스 와트의 증기기관 구현과 루이 파스퇴르의 작업은 맥주 생산에서 상당한 발전을 보였다.
19세기 후반에 이러한 신기술은 새로운 양조장을 탄생시켰다. 몇 가지 예는 코시체(1857), 미할로우체(1867), 브라티슬라바(1873), 스피슈스카벨라(1877), 마르틴(1893) 및 니트라(1896)에 있다. 낮은 수요와 슬로바키아 수요의 대부분을 차지하는 헝가리 양조장과의 경쟁을 감안할 때 그들의 생산은 처음에는 중요하지 않았다. 20세기 초 슬로바키아에는 산업 생산을 하는 약 40개의 양조장이 있다. 그러나 대부분은 중소형 식물이었으며 가장 강력한 두 곳은 브라티슬라바와 코시체였다. 그러나 이에 비해 플젠에 있는 Burgher's Brewery의 연간 평균 생산량은 모든 슬로바키아 양조장의 생산량을 합친 것보다 5배 더 많았다.

### 현대
1918년부터 체코슬로바키아 공화국 시절부터 슬로바키아 양조 산업은 체코 땅보다 훨씬 뒤처졌다. 제2차 세계대전 후 새로운 공산 정권은 12개의 양조장을 모두 국유화했으며 이후 3개의 국영 기업으로 합병되었다. 1953년에는 8개의 기업으로 늘어났다. 지속적으로 증가하는 맥주 소비는 양조업의 지속적인 성장을 위한 유리한 조건을 만들었으며 오래된 기업은 개조되거나(브라티슬라바, 마르틴, 코시체, 미할로베체, 포프라트, 니트라, 벳차) 완전히 삭제되었다(흐로호베츠, 레보차, 브라티슬라바 부르거 양조장, 반스카 비스트리차). 점차 새로운 양조장 건설이 시작되었다. 토포이차니(1964), 리마브스카 소보타(1966), 벨키사리스(1967), 후르바노보(1969), 반스카 바이스트리차(1971), 트르나바(1974). 후르바놉스크 양조장의 용량은 120만 헥토리터로 슬로바키아에서 가장 많았다. 후르바노보의 양조장이 새로운 몰트 하우스를 짓기 전에도 연간 66,000톤의 맥아를 생산하는 기록을 세웠다.
슬로바키아에서 가장 큰 5개의 양조장은 제2차 세계대전 후 국유화된 것들 중 하나이지만 독립 기업 간의 폐쇄로 인해 950년 이전에 설립된 양조장이 4개만 남아 있다. 현재 슬로바키아에는 18개의 활성 산업 양조장이 있다. 그러나 소규모 양조장은 점점 인기를 얻고 있다.

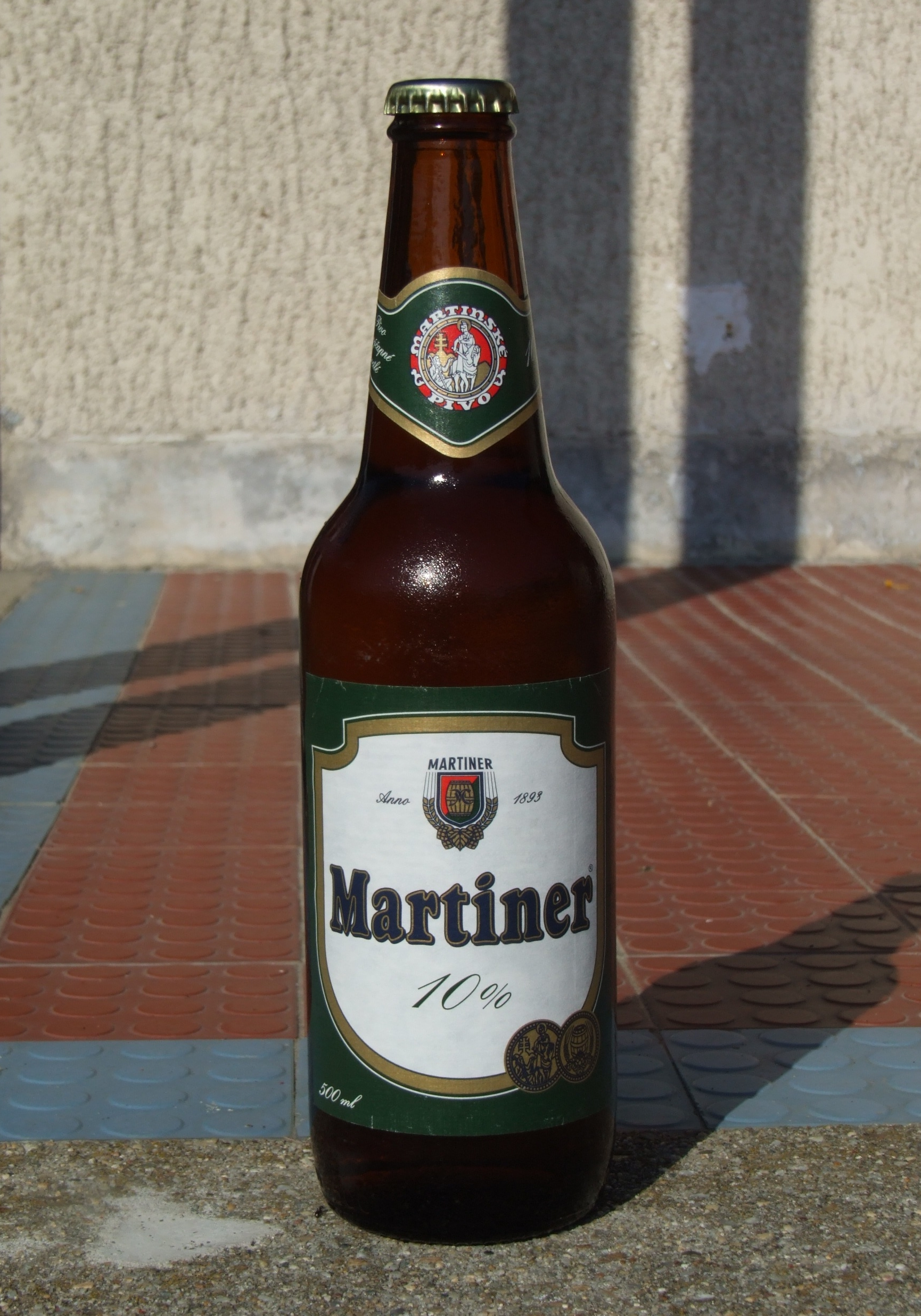
마티너 맥주

## 양조장 및 브랜드

### 브루어리 후르바노보
Zlaty Bazant(황금 꿩) 양조장은 1967년 후르바보노에서 설립되었다. 생산은 1969년에 시작되었다. 1971년에는 동유럽에서 맥주를 캔에 포장한 최초의 회사가 되었다. 1995년 하이네켄은 회사를 인수하고 포트폴리오에 있는 다른 슬로바키아 맥주의 생산을 후르바보노로 이전하기 시작했다. 지역 맥주와 오래된 맥주를 원산지에서 멀리 옮기는 것은 하이네켄에 대한 지속적인 분노를 불러일으켰다. 오늘날 후르바보노는 유럽에서 가장 큰 발아 공장 중 하나를 보유하고 있으며 그 중 많은 부분이 전 세계로 수출되고 있다.
브랜드
- 즐라티 바잔트
- 여윈 송어
- 코르곤
- 마티너
- 게메르

### 사리시 양조장

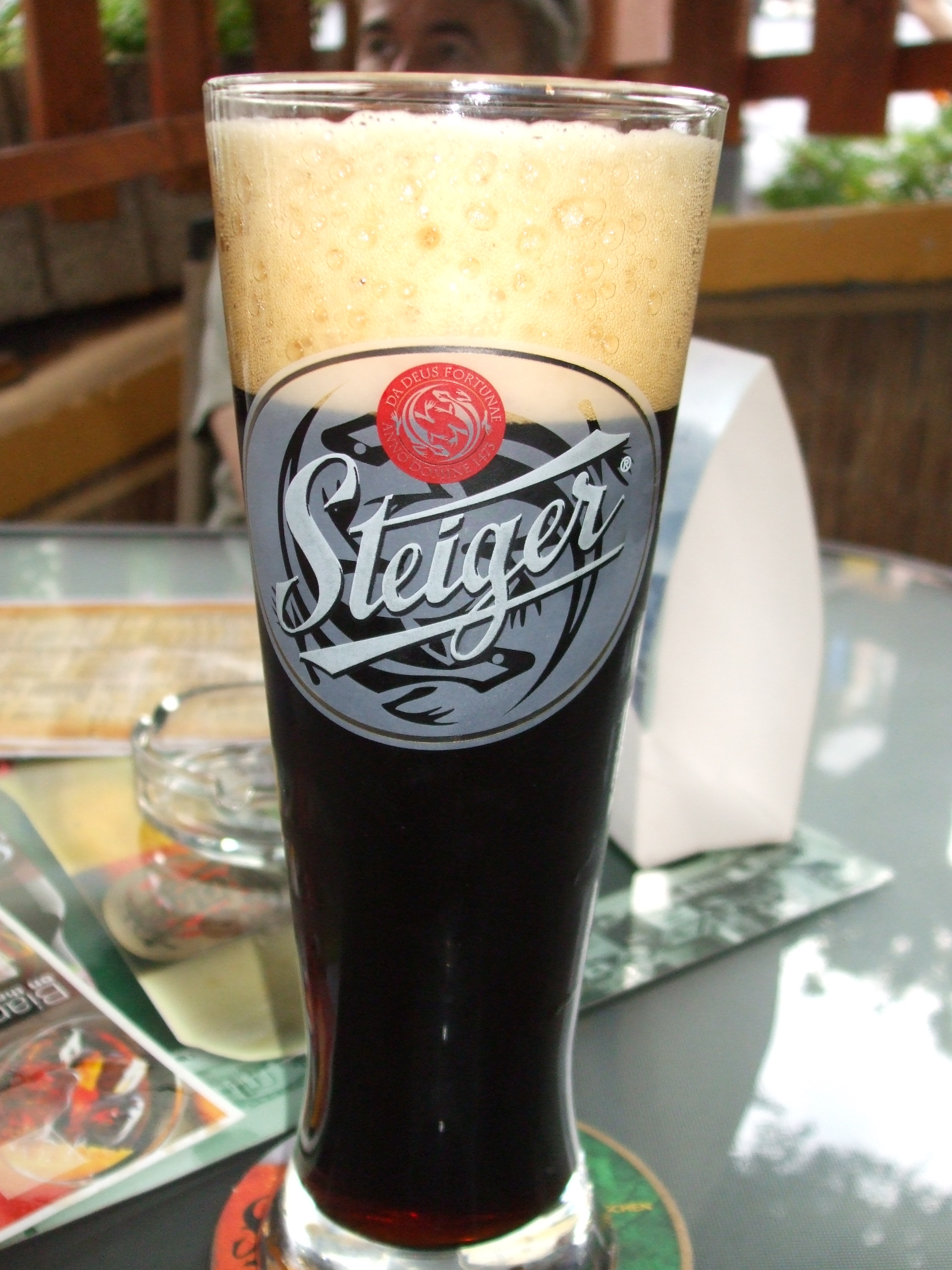
슈타이거 흑맥주

1964년에 Šariš 양조장이 지어졌고 빠르게 슬로바키아에서 가장 큰 양조장이자 최대 맥주 수출 지역이 되었다. 사업이 호황을 누리면서 Šariš는 확장되었다. 그들은 청량 음료를 생산하고 판매하기 시작했으며 심지어 자체 경주용 자동차도 가지고 있었다. 1983년에는 연간 100만 헥토리터의 맥주를 생산했다. 그들은 계속해서 슬로바키아에서 가장 큰 양조장이었으며 SAB밀러(MGD, Pilsner Urquell, Fosters 및 기타 여러 성공적인 양조장의 배후에 있는 양조 회사)의 관심을 끌었다.
1997년에 SAB밀러가 회사를 인수했다. 10년 후 그들은 또 다른 성공적인 슬로바키아 양조장인 Topvar와 합병되었다. 그들은 같은 레시피를 사용하여 인기 있는 맥주를 계속 생산한다. Veľký Šariš(벨키 사리시)의 동부 도시에 있는 양조장의 위치를 반영하여 회사는 광고에서 동부 슬로바키아어 방언을 사용하고 주요 슬로건 "Srdcom Východniar"(슬로바키아어: 마음으로 동양인을 의미)을 사용하여 동부 슬로바키아 문화 주변에서 맥주를 홍보했다. ).
브랜드
- 톱바
- 샤리쉬
- 스메드니 므니치

### 슈타이거 양조장
1473년 이래로 양조장은 여러 번 재건축되었으며 주인이 여러 번 바뀌었다. 시대에 따라 생산량이 늘었다 줄었다를 반복했다. 전쟁 중에는 판매가 증가했지만 제2차 세계 대전 당시 독일 점령 기간 동안 운영 책임자인 야로슬라프 라이만(Jaroslav Raiman)이 사망하고 많은 노동자가 체포되었다. 이로 인해 양조장이 서서히 맥주를 다시 만들기 시작한 1944년 12월까지 생산이 중단되었다. 공산주의 시대에는 더 많은 사람들이 맥주를 마셨고 장사가 절정에 달했다. 1958년에 그들은 280~300,000헥토리터를 팔았다. 2004년이 되어서야 양조장이 오늘날의 모습이 되었다. Steiger Pivovar라는 이름은 2006년 4월에 만들어졌으며 회사의 주요 맥주 브랜드가 되었다. 2007년 Stein 양조장은 수도인 브라티슬라바에서 슈타이거 양조장으로 생산을 이전했다. 슈타이거 양조장은 현재 슬로바키아 맥주 판매의 6-10%만을 차지한다.

12% Erb Weissbier

브랜드
- 슈타이거
- 슈타인
- 카헬만
- 시탄
- HELL 11% 스베틀

### 어브 양조장
반스카슈티아브니차의 광산 마을에는 중세 후기에 8~10개의 양조장이 있었다. 이것은 지역 광산 소유주가 운영하기 때문에 광부에게 지급된 급여가 곧바로 소유주에게 돌아갔다는 것을 의미했다. 수세기 후인 2010년에 현지 광산 엔지니어인 에드가드 라다가 ERB(Eduard Rada Breweries) 양조장을 열었다. ERB의 맥주는 라거 10%, 12%, ERB 스페셜 다크 13%, ERB 바이젠 12%로 이뤄져 있으며, 개장 당시부터 양조장에서 생산해 왔다. 이후 ERB 스모크드 라거 12%가 추가되어 ERB 리미티드 에디션의 전신이 되었다.
2011년 안드레이 가슈파르(Andrej Gašpar)는 슬로바키아의 새로운 양조업자를 대표하는 양조 마스터의 자리에서 시작한다. 양조장 사업에서 40년의 경험을 남긴 얀 코마(Ján Koma)는 안드레이 가슈파르에게 지휘봉을 넘겼다. 2013년 ERB는 일본, 노르웨이, 호주, 오스트리아의 맥주를 수입 제안을 거절했다. 소유주는 ERB 맥주가 슬로바키아 국가와 연결되기를 원했기 때문이다.
유형
- ERB 라거 10%
- ERB 라거 12%
- ERB 스페셜 다크 13%
- ERB 바이젠 12%

### 어피너 양조장
반스카비스트리차 시의 양조 전통은 1501년에 새로운 독일인과 유대인 정착민이 도시에 도착하면서 시작되었다. 1524년에 이 도시는 헝가리의 왕 러요시 2세로부터 맥주를 양조할 수 있는 공식 특권을 얻는다. 17세기까지 약 80개의 소규모 양조장이 설립되었다.
현대 양조장은 1971년에 설립되었다.
유형
- 우르핀 89
- 어피너 다크 닐코
- 어피너 IPL 13°
- 어피너 클래식 10°
- 어피너 다크 11°
- 어피너 프리미엄 12°
- 우르피너 엑스트라 멜레니 14°
- 어피너 익스클루시브 16°
- 어피너 닐코
- 어피너 라들러
- 어피너 래들러 닐코
- 카프랄 10°
- 카프랄 11°